# Березовский, Давид
Давид Березовский (идиш דוד בערעזאָװסקי‎, 1896, Merkinė, Варенский район — 1943, Треблинка, Мазовецкое воеводство) — журналист, писатель, переводчик и редактор газеты, работавший в Вильнюсе и Гродно в 1920-х и 1930-х годах. Наиболее известен как редактор гродненской газеты «Grodner moment», позже известной как «Undzer grodner expres», а затем как «Найер гроднер момент», с 1924 по 1939 год. Он был убит во время Холокоста в 1943 году, возможно, в лагере смерти Треблинка. 

## Биография
Березовский родился в 1896 году в Мелече Виленской губернии Российской империи (ныне Меркине, Литва). Его отец Нахман был торговцем лесом и дал ему базовое еврейское образование; его мать звали Ривке. Затем он учился в гимназии в Вильнюсе, а также начал, но так и не закончил обучение в университете в Германии, Советском Союзе и в Виленском университете.
Судя по всему, он начал свою журналистскую деятельность, работая в студенческих газетах, а затем сотрудничая с газетами Вильнюса в период немецкой оккупации после окончания Первой мировой войны. Вскоре он стал регулярно публиковать фельетоны, статьи и юмористические зарисовки в местной идишской прессе, особенно в «Vilner tog». Иногда он писал эти произведения под псевдонимами, например, Довидл или Дудл. В начале 1920-х годов он также перевёл несколько книг Максима Горького на идиш и опубликовал их в Вильнюсе, в том числе «Моё детство» в 1920 году и «Мать» в 1922 году. Он занимался образованием и изданием детских образовательных материалов; он сам также перевёл некоторые научно-популярные и исторические труды с русского на идиш. В 1924 году он стал редактором недавно основанной гродненской газеты «Гроднер момент» на идише (גראָדנער מאָמענט, в последующие годы также известной как «Ундзер гроднер экспрес», а затем как «Найер гроднер момент»). Он использовал газету как площадку для критики правительства и более подробного изучения жизни местных евреев. Внутренние страницы газеты, по-видимому, состояли из новостей из варшавских газет. В конце 1920-х годов он также баллотировался на муниципальную должность, но, похоже, не был избран.
Березовский также был сторонником идишского театра. В 1930-х годах он регулярно сотрудничал с комиком Ицхаком Азархом, чтобы привезти в Гродно труппы еврейских театров. Он также регулярно писал рецензии на идишский театр. Его газета была закрыта во время советского вторжения в Польшу в 1939 году, в тот же день, когда Красная Армия вошла в Гродно. После этого ему пришлось работать в белорусской газете «Свободная Беларусь», где он занимался расшифровкой радиопередач новостей. Но даже этой работы он лишился после того, как в открытом письме его осудили как бывшего редактора «фашистской» газеты.
В июне 1941 года Гродно был захвачен немецкими войсками, а его еврейское население к ноябрю было вынуждено переселиться в Гродненское гетто. Затем он работал в лазарете вместе со своей дочерью Басей. В 1943 году их обоих депортировали в лагерь смерти Треблинка, где, как полагают, все они были убиты, хотя точное место смерти Давида не задокументировано.

## Избранные труды
- Der bazigṭer oḳean: a ḳapiṭl in der geshikhṭe fun Holand (перевод книги Василия Немировича-Данченко, 1921 г.[16])
- Di bahershung fun yaboshe, yam un lufṭ (1921[17])
- Mitsraim: miṭ ilusṭratsyes (1921[18])
- Freylekhe geshikhṭes: a zamlbukh far ḳleyne ḳinder: miṭ fil ilusṭratsyes (1922[19])
- Di muter: roman in tsvey teyln (перевод романа Максима Горького «Мать», 1922 г.[20][21])
- Sparṭaḳ: der ḳamf fun di Roymishe ḳnekhṭ far frayheyṭ[22]